# Joseph Forshaw
Joseph « Joe » Forshaw, Junior (né le 13 mai 1880 à Saint-Louis et décédé le 26 novembre 1964 dans la même ville) est un athlète américain spécialiste du marathon. Affilié au Missouri Athletic Club puis au St. Louis Athletic Club, il mesurait 1,84 m pour 74 kg.

## Biographie

### Palmarès
| Date | Compétition                   | Lieu      | Résultat | Performance       |
| ---- | ----------------------------- | --------- | -------- | ----------------- |
| 1906 | Jeux olympiques intercalaires | Athènes   | 12e      |                   |
| 1908 | Jeux olympiques d'été         | Londres   | 3e       | 2 h 57 min 10 s 4 |
| 1912 | Jeux olympiques d'été         | Stockholm | 10e      | 2 h 49 min 49 s 4 |

### Records
| Épreuve  | Performance     | Lieu | Date |
| -------- | --------------- | ---- | ---- |
| Marathon | 2 h 30 min 01 s |      | 1908 |